# Nimbochromis linni
Nimbochromis linni là một loài cá thuộc họ Cichlidae. 
Nó là loài đặc hữu của Lake Malawi, phía đông châu Phi.